# Walter Sparrow
Walter Sparrow (* 22. Januar 1927 in London, England; † 31. Mai 2000 in England) war ein englischer Theater- und Filmschauspieler.

## Leben
Walter Sparrow wurde Anfang der 1960er Jahre als Schauspieler in Theater sowie Film und Fernsehserien aktiv. In den 1990er Jahren spielte er in einer Reihe größerer Filme wie Robin Hood – König der Diebe (1991) als „Duncan“, Der geheime Garten (1993) als „Ben Weatherstaff“, Now and Then – Damals und heute als „Crazy Pete“ und Auf immer und ewig (1998) als „Maurice“. Insgesamt wirkte er in über 150 Film- und Fernsehproduktionen mit.

## Filmografie (Auswahl)
- 1965: Die Todeskarten des Dr. Schreck (Dr. Terror’s House of Horrors)
- 1966: The Newcomers (Fernsehserie, 4 Folgen)
- 1967: Gentleman Jim (Fernsehfilm)
- 1969: Zeta One
- 1970: Die Liebesmuschel (Cool it Carol!)
- 1970: Randall & Hopkirk – Detektei mit Geist (Randall & Hopkirk (Deceased), Fernsehserie, 1 Folge)
- 1980: Cream in my Coffee (Fernsehfilm)
- 1985: Wölfe jagen nie allein (Hitler’s S.S.: Portrait in Evil)
- 1985: Das Geheimnis des verborgenen Tempels (Young Sherlock Holmes)
- 1988: Die Reisen des Mr. Leary (The Accidental Tourist)
- 1989: Somewhere to Run (Fernsehfilm)
- 1990: Vertrag mit meinem Killer (I Hired a Contract Killer)
- 1991: Smack and Thistle (Fernsehfilm)
- 1991: Robin Hood – König der Diebe (Robin Hood: Prince of Thieves)
- 1991: Gib’s ihm, Chris! (Let Him Have It)
- 1993: The Magician (Fernsehfilm)
- 1993: Der geheime Garten (The Secret Garden)
- 1993: U.F.O.
- 1993: Shadowlands
- 1995: Now and Then – Damals und heute (Now and Then)
- 1995, 1996: Inspektor Fowler – Härter als die Polizei erlaubt (The Thin Blue Line, Fernsehserie, 2 Folgen)
- 1996: Jane Eyre
- 1996: Fünf Freunde (The Famous Five, Fernsehserie, 1 Folge)
- 1997: Heartbeat (Fernsehserie, 1 Folge)
- 1997: The Woodlanders
- 1998: Auf immer und ewig (Ever After: A Cinderella Story)
- 1998: Prometheus
- 1999: Schrecken der Karibik – Die Schatzinsel (Treasure Island)
- 1999: Simon Magus